# Ars-sur-Moselle
Ars-sur-Moselle é uma comuna francesa na região administrativa do Grande Leste, no departamento de Mosela. Estende-se por uma área de 11.6 km², e possui 4.714 habitantes, segundo o censo de 2018, com uma densidade de 410 hab/km².